# Манфред (король Сицилії)
Манфред I (1231, Веноза— 26 лютого 1266, Беневенто)— король Сицилії у 1258–1266 роках.

## Життєпис

### Князь Таранто
Походив з династії Гогенштауфенів. Народився у місті Веноза. Син Фрідріха II, імператора Священної Римської імперії, та графині Б'янки ді Ланчіа. Втім Фрідрих II одружився з Ланчіа лише незадовго до смерті й тоді ж визнав Манфреда за законного сина, надавши титул князя Тарантського (у середині 1240-х років). Замолоду Манфред навчався спочатку у Болонському, а згодом у Паризькому університетах.
Після смерті у 1250 році до Манфреда перейшло керування Сицилійським королівством на час допоки його зведений брат Конрад IV зміцнював свою владу у Німеччині. Манфреду довелося боротися з повстаннями баронів, яких підбурював папа римський Іннокентій IV проти династії Гогенштауфенів. Втім Манфреду вдалося досить швидко приборкати повстання. Зрештою він намагався домовитися з папою римським, але марно.
У 1252 році до Італії прибуває Конрад IV, який разом з Манфредом, завершує упокорення південної Італії. Втім новий король Сицилії перебирає стерно влади на себе, а Манфред залишається лише князем Таранто. Втім 21 травня 1254 роки Конрад IV помирає. Іннокентій IV оголошує себе патроном малолітнього сина Конрада IV — Конрадіна. Призначається регент — Бертольд Гогенбург, який намагається домовитися з папою римським стосовно збереження влади Гогенштауфенів над королівством Сицилія, проте не досягає успіху. З огляду на це Гогенбург складає з себе регентські повноваження. Новим регентом оголошується Манфред. Це рішення не визнав папа римський, який наклав на Манфреда анафему в липні 1254 року.
Конфлікт через деякий час вдалося владнати. Манфреда визнано королівським намісником, анафему знято. Втім Манфред, не почуваючись у безпеці, вирушив до Таранто збирати війська. В цей час папська армія зайняла Кампанію. У 1254 році Манфред завдав поразки папській армії при Фоджі. В цей час помер Іннокентій IV, новий папа римський Олександр IV продовжив війну, проте зазнав численних поразок. Зрештою Манфред заволодів всім півднем Італії. Після цього надав підтримки гібелінам у Тоскані та Лаціо. Завдяки цьому у 1257 році у Римі встановилася влада сенатора Бланколеоне деї Андало, який підтримував Манфреда. Папа римський втік до Вітербо.

### Король Сицилії

Герб Манфреда I, короля Сицилії

У цей час поширилися чутки про смерть Конрадіна у Німеччині. З огляду на це знать та представники міст королівства запросили Манфреда стати новим королем. Коронація відбулася 10 серпня 1258 року в Палермо. Втім, папа Олександр IV не визнав його королем. Манфред продовжив боротьбу з папством, підтримуючи гібелінів. У 1259 році з військом рушив на допомогу Епірському деспотату та Ахейському князівству, яких тіснила Нікейська імперія. Але у битві при Пелагонії (в Македонії) король Манфред та його союзники зазнали нищівної поразки. Сам Манфред ледве зміг врятуватися від полону.
Надав поміч флорентійським вигнанцям на чолі із Фарінатом деї Уберті, які завдали рішучої поразки 4 вересня 1260 року в Битві при Монтаперті прихильникам гвельфів. Завдяки цьому успіху практично уся центральна Італія опинилася під впливом Манфреда, що поширився на Романью та Ломбардію. До того ж було укладено союз з Педро III, королем Арагону.
Після смерті у 1261 році папи Олександра IV його наступники — Урбан IV та Климент IV — продовжили боротьбу з Манфредом. Вони запросили Карла Капетинга, графа Анжуйського, передавши тому корону Сицилії. Карл Анжуйський зміг 1265 року розбити гібелінів у Савої, П'ємонті та Романьї. Зрештою його було короновано у Римі 6 січня 1266 року. Після цього рушив до Неаполя. Вирішальна Битва біля Беневенто відбулася 26 січня того ж року. У ній війська Манфреда зазнали нищівної поразки, а сам він загинув.

## Родина
1 Дружина — Беатріс (1220—1259), донька Амедео IV, графа Савойського.
Діти:
- Констанція (1249—1302), дружина Педро III, короля Арагону

2 Дружина — Олена Ангеліна (1242—1271), донька Михайла II Комніна, деспота Епіру.
Діти:
- Беатріс (1260—1307)
- Фрідрих (1261—1312)
- Генріх (1262—1318)
- Енцо (1265—1301)
- Флорделіс (1266—1297)